# Плитвишки езера
Плитвишките езера (също Плитвички езера, на хърватски: Plitvička jezera, Плитвичка йезера) са група езера в областта Лика в централната част на Хърватия. През 1949 г. са обявени с района за национален парк.

## История
Районът, в който се намират Плитвишките езера, е обявен за национален парк на 8 април 1949 г., а от 1979 г. е включен в списъка на ЮНЕСКО на световното наследство. Названието „Плитвице“ е записано за пръв път през 1777 г. от Доминик Вукасович, свещеник от Оточац. Името идва от думите „pličina“ или „plitvak“ – „плитчина“.
До 1958 г. районът е непристъпен и до езерата се достига единствено през горски просеки. Поради тази причина броят на посетителите е малък. Тогавашният управител на парка, Йосип Мовчан, решава да бъде изградена система от дървени мостчета и пътеки, чрез които да се даде възможност на по-голям брой посетители да разглеждат парка, а по този начин да се увеличат приходите за поддръжката му.

## Общо описание
Площта на националния парк „Плитвишки езера“ според информация от ЮНЕСКО е 19 479 ha, а според хърватски източници е 29 482 ha, от които 22 000 ha гори. Намира се в Източна Лика, между планините Мала Капела и Плешивица, в непосредствена близост до пътя, който свързва Загреб с Далмация. Най-високият връх на Мала Капела (1280 m) е и същевременно най-високото място в националния парк.
Общата площ на езерата е 217 ha, 3/4 от които се падат на най-големите езера: Козяк и Прошчанско езеро.
Националният парк „Плитвишки езера“ е уникален пример за физично-биохимична лаборатория на открито. Негов основен феномен е особеният начин на създаване на шуплестия варовик в резултат на строго определени взаимодействия между физикохимичните и биологичните особености на карстовата акватория при днешните климатични условия и условията на ненарушено природно равновесие. Чрез образуване на варовикова кора върху подводната растителност, в местата на преливане на водата възникват естествени бентове, от които долината на река Корана се преобразява в каскада от 16 стъпаловидно подредени проточни езера.
Поради различни природни особености езерата се делят на Горни и Долни. Най-високото от тях, Прошчанското езеро се намира на 639 m надморска височина, а най-ниското, Новаковича брод е на 503 m. Горните езера се намират върху доломитна основа, в която повърхностната ерозия създава силно разчленен релеф и обичайна речна долина. Навсякъде около тези езера, а отчасти и в района на водопадите, се простира гора. Долните езера, които са по-малки и по-плитки, се намират върху варовикова основа и са разположени в каньон от отвесни скали, изсечен от реката през времето, предшестващо езерния етап.
Карстовите извори се захранват от подземни води от карстовия фон, който се намира само частично в границите на парка. Главното количество вода в езерата донасят потоците Църна и Биела риека, Плитвица и Сартука, които се вливат в езерата от карстови извори, а Риечица – в Козяк и оттук, в езерата от процеждащи се доломитни извори.
Основната характеристика на езерната система е значителната динамика на непрекъснато нарастване и преобразяване на всички нейни елементи. Под влияние на натрупващия се шуплест варовик при водопадите, дълбочината, големината, формата, та дори и броят на езерата постоянно се променят.

### Водопади и пещери
Най-известните водопади на Горните езера са: Батиновачки (Batinovački), Галовачки (Galovački), Козячки (Kozjački), а на Долните: Милановачки (Milanovački), Милке Търнине (Milke Trnine), Велике каскаде (Velike Kaskade), а венец на тази своеобразна водна симфония са Саставци (Sastavci), където езерата се изливат в река Корана и потока Плитвица, с високия 72 m плитвишки водопад.
Към природните ценности на парка спадат и спелеоложки обекти – 20 пещери. Повечето от пещерите (14 на брой) са във варовиковата част на Плитвица: Шупляра (Šupljara), Голубняча (Golubnjača), Църна печина (Crna pećina), като особен интерес представляват пещерите в шуплестия варовик, възникнали под водопадите.

### Флора и фауна
Повече от три четвърти от площта на парка е обрасла с гора, а останалата част са поляни и ливади край пръснати селца. Заради голямата височинна разлика – от около 400 m до 1200 m, в този район се срещат единадесет горски видове. В състава на горите преобладават бук, ела, смърч и бял бор. В местността Чоркова увала (Čorkova uvala – Чоркова котловина), в северозападната част на парка, е запазена девствена буково-елова гора с уникални дървесни екземпляри.
Сред разнообразната фауна се среща дребен дивеч, глигани, сърни, както и постоянните обитатели на парка – мечките, вълците и дивите котки, а в езерата има пъстърва. В този район са регистрирани над 120 вида птици, от които 70 гнездят тук постоянно.

### Климат
Плитвишките езера са разположени на границата между 2 климатични зони: приморската и континенталната, където периодичните прониквания на влажен морски въздух постоянно се сблъскват с континенталните въздушни течения. Годишното количество на валежите възлиза на 1487 mm, а средната годишна температура на въздуха е 8,7 °C. Температурата на водата в Прошчанското езеро и Козяк през лятото достига и до 24 °C. Целият район е покрит със сняг от ноември до март, а езерата замръзват през януари и февруари.

### Условия за туризъм
В националния парк „Плитвишки езера“ са организирани множество туристически маршрути, пътуване с корабче с електрически двигател по големите езера, а в околността съществуват и няколко къмпинга и хотел.

## Плитвишки езера
Плитвишките езера, от най-високото към най-ниското, са следните:

### Горни езера
- Прошчанско езеро, Прошче (Proščansko jezero, Prošće), площ 68 ha, дълбочина 37 m, дължина 2,5 km;
- Цигиновац (Ciginovac), площ 7,5 ha;
- Округляк (Okrugljak), площ 4,1 ha;
- Батиновац (Batinovac), площ 1,5 ha;
- Вир (Vir), площ 0,6 ha;
- Велики Йовиновац (Veliki Jovinovac) или Велико езеро (Veliko jezero – голямо езеро), площ 2 ha;
- Мали Йовиновац (Mali Jovinovac) или Мало езеро (Malo jezero – Малко езеро), площ 2 ha;
- Галовац (Galovac), площ 12,5 ha;
- Милино езеро (Milino jezero);
- Градинско езеро (Gradinsko jezero), площ 8,1 ha;
- Велики Бургет (Veliki Burget), площ 0,6 ha;
- Козяк (Kozjak), площ 81,5 ha, дълбочина 46 m, дължина над 3 km.

### Долни езера
- Милановац (Milanovac), площ 3,2 ha;
- Гавановац (Gavanovac), площ 0,7 ha;
- Калуджеровац (Kaluđerovac), площ 2,1 ha;
- Новаковича-брод (Novakovića-brod), площ 0,4 ha.

## Галерия
- Снимки на Плитвишки езера